# Barry Hay
Pour les articles homonymes, voir Hay.
Barry Andrew Hay, né à Faizabad (Inde) le 16 août 1948, est un musicien néerlandais d'origine indienne, mieux connu comme étant le leader et chanteur du groupe de rock néerlandais Golden Earring, « le groupe de rock le plus ancien et le plus couronné de succès que les Pays-Bas aient jamais produit », surnommé les « Hollandais Volants ».

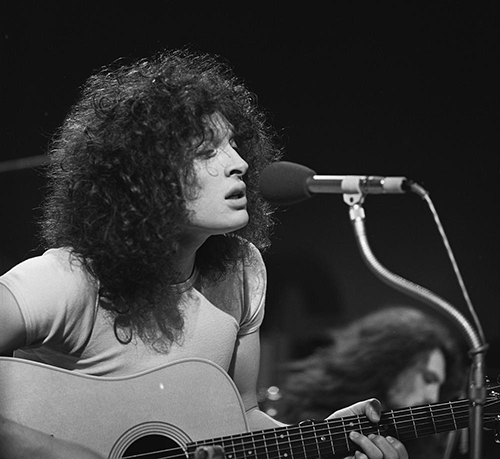
Barry Hay à l'émission TopPop en 1971.

## Carrière

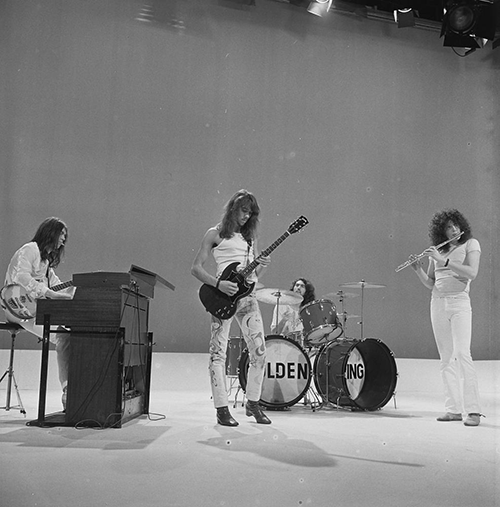
Golden Earring à l'émission TopPop en 1971, avec Barry Hay à la flûte, à droite.

En 1961, à l'âge de 13 ans, le guitariste George Kooymans forme un groupe instrumental de rock 'n' roll, les Tornados, avec son jeune voisin le bassiste Rinus Gerritsen et d'autres amis du quartier de la Terletstraat à La Haye,, : « Un groupe d'adolescents à l'époque, comme il en pullulait à La Haye et qui écumait les clubs locaux et les fêtes scolaires ». Georges Kooymans et Marinus Gerritsen avaient alors respectivement treize et quinze ans.
Peu de temps après, un groupe britannique du nom de Tornados connaît un succès international avec Telstar et Kooymans et Gerritsen changent le nom du groupe en « The Golden Earrings » (avec un "S"), d'après le titre d'une chanson du groupe britannique The Hunters.
Quelque temps plus tard, le groupe perce au niveau national avec les titres Please Go (issu de l'album Just Earrings) et That Day.
En 1967, le chanteur Frans Krassenburg est remplacé par Barry Hay,,,, un multi-instrumentiste et chanteur subtil qui « occupe la scène avec maestria ». Le fait que le chanteur parle couramment l'anglais donne au groupe un avantage supplémentaire par rapport aux nombreux autres groupes actifs aux Pays-Bas à cette époque.
À la fin des années 1960, le groupe change légèrement de nom pour devenir « Golden Earring » (sans S) et fait partie de l'élite de la scène rock néerlandaise.
En 1969, le producteur Freddy Haayen organise une tournée aux USA, la première tournée d'un groupe néerlandais dans ce pays : Golden Earring partage l'affiche avec Led Zeppelin, Sun Ra, John Lee Hooker et Joe Cocker. Plus tard cette année-là, le groupe traverse à nouveau l'océan, cette fois pour promouvoir l'album Eight Miles High, sorti en Amérique par Atlantic Records.
En 1970, c'est au tour de Cesar Zuiderwijk de rejoindre le groupe, un batteur dont les « soli de batterie valent à eux seuls le déplacement et constituent un moment phare dont chacun attend fébrilement la fin pour le voir, d'un bond magistral, planer au-dessus de ses fûts et atterrir sur le devant de la scène, cascade qui vaudra à Golden Earring l'appellation de « Hollandais Volants ». ». Avec son arrivée apparaît le line-up classique du groupe.
Ils expérimentent leur style pendant plusieurs années avant de se lancer dans le hard rock pur et simple, semblable à celui des Who qui les invitent à faire la première partie de leur tournée européenne en 1972,. Le chanteur des Who, Roger Daltrey, leur rendra hommage en disant « Ce groupe est trop bon pour jouer en première partie ».
Sorti en 1973, l'album Moontan contient le plus grand succès du groupe, le single Radar Love, numéro un aux Pays-Bas, Top Ten au Royaume-Uni et numéro 13 aux États-Unis. Moontan est le premier album sur lequel Barry Hay chante la majorité des chansons et dont il co-écrit l'entièreté des titres.
Hay a co-écrit avec Kooymans une grande partie des morceaux de Golden Earring, y compris le succès international Radar Love, qui les a propulsés en Amérique en 1974 et qui reste un grand classique en radio.
Barry Hay apparaît entièrement nu, vu de dos, à l'intérieur de la pochette cartonnée pliante (de type gatefold cover ou gatefold LP sleeve) de l'album Moontan,. Il a tenu à attacher lui-même les diamants aux tétons de la jeune mannequin britannique qui pose sur la couverture de l'album,.

## Composition remarquable
Barry Hay est le co-auteur, avec George Kooymans, de Radar Love, immense succès international, considéré comme une des meilleures « driving songs » de tous les temps, numéro un aux Pays-Bas et en Espagne, numéro 7 au Royaume-Uni et numéro 10/13 (US Cash Box / Billboard) aux États-Unis, a propulsé Golden Earring aux États-Unis en 1974 et reste un grand classique sur les chaînes radio de classic rock,,,,.
Radar Love, qui est le « seul classique du rock international issu du sol néerlandais », a été utilisé par Bill Clinton pendant sa campagne lors des primaires présidentielles du Parti démocrate américain de 1992.
D'après le magazine Esquire, Radar Love est la deuxième chanson que le CEO d'Apple Steve Jobs a téléchargée depuis iTunes, en 2003.

Golden Earring à l'émission TopPop en 1974
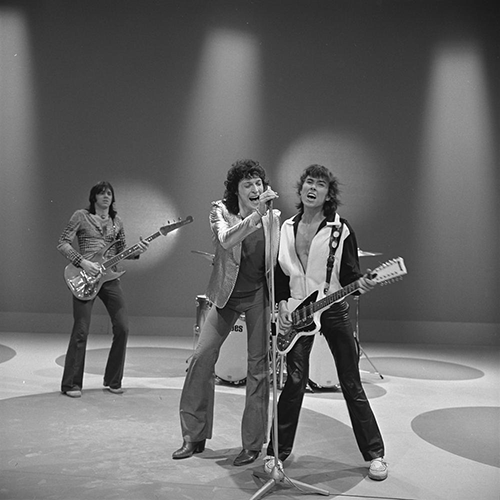
Rinus Gerritsen, Barry Hay et George Kooymans.
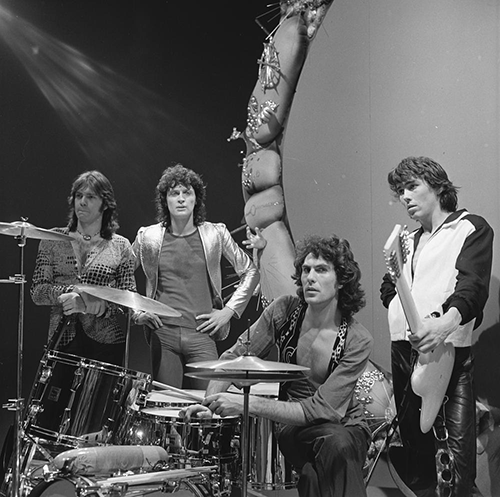
Rinus Gerritsen, Barry Hay, Cesar Zuiderwijk et George Kooymans.